# Lachskarpfen
Der Lachskarpfen (Aaptosyax grypus,) ist eine große, vom Aussterben bedrohte räuberische Karpfenart der monotypischen Gattung Aaptosyax und kommt ausschließlich in Südostasien vor. Während er auf Chinesisch als 曲鯉 und in Laos Pa Sanak oder Pa Sanak Gnai bezeichnet wird, nennt man diese Fischart auf Thai Pla Chanak (thailändisch ปลาสะนากยักษ์).

## Beschreibung
Aaptosyax grypus wurde von Rainboth erst im Jahr 1991 wissenschaftlich beschrieben. Der Raubfisch besitzt einen langgestreckten Körper und ein fetthaltiges Augenlid, welches den größten Teil seines Auges bedeckt. In seinem großen Maul befindet sich eine Kerbe im Oberkiefer.
Die Fischart kann bis 130 Zentimeter lang werden.
Der größte im Mekong gefangene Aaptosyax grypus wog über 30 Kilogramm.

## Vorkommen und Lebensraum
Der Lachskarpfen ist eine endemisch lebende Art, die bislang nur im mittleren Mekong in Laos und Vietnam gefangen wurde. Darüber hinaus kommt er in Kambodscha und Vietnam vor.
Sein Verbreitungsgebiet ist von Sambor in Kambodscha bis Loei in Thailand begrenzt.
Aaptosyax grypus bevorzugt den Hauptstrom großer tropischer Flüsse und hält sich gerne in tiefen Stromschnellen hinter Felsen auf, wo er auf vorbeischwimmende Beutefische lauert.

## Lebensweise
Jungfische von Aaptosyax grypus leben hauptsächlich in den Nebenflüssen des Mekong. Im Laufe ihrer Entwicklung werden sie zu großen, sehr schnell schwimmenden Raubfischen, die im Mittelwasser und Oberwasser nach Fischschwärmen jagen.
Zur Laichzeit in der Zeit von Dezember bis Februar, gleichbedeutend mit der Regenzeit in Indochina unternimmt Aaptosyax grypus gefolgt von Arten wie Probarbus ssp. und anderen kleineren Karpfenarten weite Wanderungen stromaufwärts. Es handelt sich einerseits um eine Laichwanderung andererseits um eine Verfolgung der Beutefische.
Die Laichwanderzüge im Gebiet vom kambodschanischen O Krieng bis nach Klong Kaem im thailändischen Ubon Ratchathani wurden aufgezeichnet.
Das eigentliche Ablaichen erfolgt zur Trockenzeit im Monat April in tiefen sauerstoffreichen Pools unterhalb von Stromschnellen.

## Nutzung
Aaptosyax grypus diente als Speisefisch und Sportfisch. Berufsfischer berichten, dass der Lachskarpfen mittlerweile zu einer extrem seltenen Fischart geworden ist.
Im Mekong an der thailändisch-laotischen Grenze, im Mündungsgebiet des Mae Nam Mun (Mun-Fluss) und Songkhram-Flusses, gab es lange Zeit große Populationen des Lachskarpfen, die jetzt dramatisch abnimmt. Dies ist auf den Bau von Staudämmen und dem exzessiven Gebrauch von Kiemennetzen zurückzuführen, für die ein schneller Raubfisch wie der Giant Salmon Carp sehr anfällig ist. Laut IUCN ist er auf der Roten Liste der bedrohten Tierarten als „vom Aussterben bedroht“ (Critically endangered) eingestuft.